# 勒普雷舍
勒普雷舍（法語：Le Prêcheur，法語發音：[lə pʁɛʃœʁ]）是法国海外省马提尼克的一个市镇，属于圣皮埃尔区。

## 地理
勒普雷舍（14°48'4"N, 61°13'29"W）面积29.92 平方千米，位于法国海外省马提尼克。
与勒普雷舍接壤的市镇（或旧市镇、城区）包括：拉茹帕布永、巴斯潘特、格朗里维耶尔、马库巴、圣皮埃尔。
勒普雷舍的时区为UTC−04:00（大西洋时区）。

## 行政
勒普雷舍的邮政编码为97250，INSEE市镇编码为97219。

## 政治
勒普雷舍的现任市长为热尔曼·迪东（Germain Duton）先生，任期为2020-2026年。

## 人口
勒普雷舍于2022年1月1日时的人口数量为1463人。